# Sancaklı, Menderes
Sancaklı là một xã thuộc huyện Menderes, tỉnh İzmir, Thổ Nhĩ Kỳ. Dân số thời điểm năm 2010 là 806 người.